# コマツ産機

コマツ産機株式会社（コマツさんき）は、石川県金沢市大野町新町に本社を置くコマツグループのプレス機などのメーカーである。

## 企業概要
1994年5月13日、コマツの産業機械事業のうち中・小型プレス・板金機械・プレス用搬送装置などの事業を展開する会社としてコマツより分離独立した。プレス機械・板金機械等の開発・生産から販売・サービスまで一貫して提供している。

## 沿革
（小松製作所における産機事業の始まりは1924年である）
- 1994年5月13日 - コマツ産機株式会社設立。
- 2010年3月 - 金沢市に本社移転。